# Kim René Elverum Sorsell
Kim René Elverum Sorsell (6 ottobre 1988) è un ex saltatore con gli sci norvegese.

## Biografia
In Coppa del Mondo esordì l'8 dicembre 2007 a Trondheim (54°) e ottenne l'unico podio il 22 marzo 2013 a Planica (2°). Non partecipò né a rassegne olimpiche né iridate.

## Palmarès

### Coppa del Mondo
- Miglior piazzamento in classifica generale: 50º nel 2009
- 1 podio (a squadre):
  - 1 secondo posto